# سیارک ۱۷۵۵
سیارک ۱۷۵۵ (به انگلیسی: 1755 Lorbach، نامگذاری:1936VD) هزار و هفتصد و پنجاه و پنجمین سیارک کشف شده‌است که در ۸ نوامبر ۱۹۳۶ و در نیس کشف شد.
قدر مطلق سیارک برابر ۱۰٫۷۷ است.